# Trusted Area
Trusted Area (deutsch: „Vertrauenswürdiger Bereich“) beschreibt im Zugbeeinflussungssystem ETCS ein Verfahren zur sicheren Zuordnung eines beginnenden (aufstartenden) Zuges zu einem Startsignal.

## Problemstellung
Da ETCS-Fahrterlaubnisse im ETCS Level 2 fahrzeugbezogen übermittelt werden, muss sichergestellt werden, dass sie nicht dem falschen Fahrzeug übermittelt werden. Während dies bei einem bereits in Fahrt befindlichen Zug durch Datenaustausch zwischen dem Stellwerk und der ETCS-Streckenzentrale über den Zustand der Gleisfreimeldeanlage sichergestellt werden kann, ist für eine gerade erst beginnende Zugfahrt ein anderes Verfahren notwendig. Die unterste Rückfallebene ist dabei, dass die Zugfahrt auf Befehl zugelassen wird und so lange auf Sicht (in den Betriebsarten On Sight oder Staff Responsible) fahren muss, bis die ETCS-Zentrale den sich bewegenden Zug aufgrund der Rückmeldungen von Zug und Stellwerk zweifelsfrei orten und eindeutig einem Signal zuordnen kann. Durch eine Trusted Area im Startgleis kann dieser aufwändige Prozess in vielen Fällen vermieden werden.

## Funktionsweise

Schematische Darstellung einer Trusted Area (für Erläuterungszwecke – wird in dieser Anordnung nicht auf realen Strecken installiert)

In der rechten Abbildung ist das Gleis 1 durch die beiden Hauptsignale P1 und N1 begrenzt und mit den Eurobalisen 1 bis 4 ausgerüstet. Die Reihenfolge dieser Elemente ist der ETCS-Zentrale bekannt. Die ETCS-Spezifikation sieht vor, dass ein Fahrzeug der ETCS-Zentrale auf Anfrage mitteilt, welche Balise zuletzt gelesen wurde. Wenn das Fahrzeug als letzte gelesene Balise entweder die Balise 2 oder 3 meldet, dann kann die ETCS-Zentrale per Ausschlussverfahren feststellen, dass sich das Fahrzeug auf jeden Fall in dem durch die Balisen 1 und 4 abgegrenzten Bereich (und damit zwischen den Hauptsignalen P1 und N1) befindet. Durch die Verkettung ist sichergestellt, dass jede in dem Gleis zu erwartende Balise gelesen wurde. Dem Fahrzeug kann dann eine Fahrerlaubnis in den Betriebsarten FS oder OS übermittelt werden. In der Praxis wird in Deutschland Betriebsart OS kommandiert, da die ETCS-Zentrale technisch nicht feststellen kann, ob sich zwischen der Spitze des Zuges und dem Hauptsignal noch weitere Fahrzeuge befinden. Sobald der gestartete Zug einen eindeutig freien Gleisabschnitt erreicht, wird die Fahrerlaubnis von OS nach FS aufgewertet. Alternativ bietet die europäische ETCS-Spezifikation noch die Möglichkeit, den Triebfahrzeugführer das Freisein des Gleisabschnitts bis zum Hauptsignal durch Hinsehen festzustellen und am Fahrzeuggerät bestätigen zu lassen. Dann kann sofort Betriebsart FS kommandiert werden. Dies wird in Deutschland nicht genutzt.
Wenn vom Fahrzeug Balise 1 oder 4 als letzte gelesene Balisen übermittelt werden, dann ist die Position des Fahrzeugs nicht hinreichend eindeutig feststellbar: Es kann sein, dass es sich im Bereich zwischen den äußeren Balisen 1 bzw. 4 und den inneren Balisen 2 bzw. 3 befindet; das Fahrzeug kann sich allerdings auch im Bereich der Weichen W1 oder W2 befinden. Deshalb muss eine Zugfahrt in diesem Fall auf Befehl zugelassen werden. In der Praxis wird dieses Problem durch geänderte Anordnung der Balisen umgangen (siehe Abschnitt Streckenausrüstung).
Falls das Fahrzeug in der Trusted Area ohne ständige Spannungsversorgung des ETCS-Fahrzeuggeräts abgestellt wurde, dann wäre es denkbar, dass es durch andere Fahrzeuge zwischenzeitlich bewegt wurde und die Trusted Area verlassen hat, ohne dass es neue Balisen gelesen hat. In diesem Fall darf das Fahrzeug der ETCS-Zentrale seine zuletzt gelesene Balise nicht melden, und eine Zugfahrt muss auf Befehl zugelassen werden. ETCS-Fahrzeuggeräte können allerdings einen Cold Movement Detector beinhalten, mit dem technisch sicher festgestellt werden kann, ob das Fahrzeug im abgerüsteten Zustand bewegt wurde oder nicht. Wenn der Cold Movement Detector keine Bewegung festgestellt hat, dann ist die letzte gelesene Balise doch zur Positionsbestimmung verwertbar.

## Streckenausrüstung

Bei dieser Balisenanordnung liegen die Bereiche zwischen den Hauptsignalen beider Gleise jeweils vollständig innerhalb einer Trusted Area

Zur Einrichtung einer Trusted Area können auch ohnehin im Gleis vorhandene Balisen verwendet werden, sofern sie verkettet sind. Im deutschen ETCS Level 2 liegt zum Beispiel an Hauptsignalen immer eine Balisengruppe, und es sind zusätzlich Ortungsdatenpunkte vor den Hauptsignalen vorhanden. Für Signale ohne anschließenden Weichenbereich ist damit die Einrichtung einer Trusted Area nur mit den ohnehin vorhandenen Balisen möglich. Damit allerdings in Bahnhöfen die volle Nutzlänge des Gleises zwischen den inneren Balisen der Trusted Area liegt, werden die äußeren Balisen vor die Zugangsweichen des Gleises verlegt und in Deutschland als „Datenpunkt für Trusted Areas“ bezeichnet. Nach älterem deutschen Planungsregelwerk wurden Trusted Areas nur in Gleisen mit planmäßig beginnenden Zügen eingerichtet. Im Betrieb auf der VDE 8.1/8.2 zeigte sich allerdings, dass auch in den nicht ausgerüsteten Überholbahnhöfen und Abzweigstellen in erheblichem Maß Züge starteten (aufgrund von Schulungsfahrten, Zulassungsfahrten und Instandhaltungsfahrten), deren betriebliche Durchführung ohne Trusted Areas zu einer Belastung des Personals führte. Bei neueren Planungen wird daher eine Vollausrüstung aller Gleise vorgenommen, in denen eine Zugfahrstraße beginnt. Die VDE 8.1 und 8.2 werden nachgerüstet.
Trusted Areas können nicht im Bereich von Schutzstrecken eingerichtet werden, da die ETCS-Zentrale bei Erteilung einer Fahrterlaubnis dem Fahrzeug sofort „Hauptschalter aus“ oder „Stromabnehmer senken“ kommandieren würde. Einige Fahrzeuge setzen diese Kommandos in der Fahrzeugleittechnik selbsttätig um und wären dann zwangsweise ohne Traktionsenergieversorgung. Bei einem Start der Zugfahrt in Betriebsart Staff Responsible besteht hingegen die Chance, dass sich das Fahrzeug aufgrund Ortungsungenauigkeit vielleicht doch noch außerhalb der Schutzstrecke befindet und deshalb eine Anfahrt technisch möglich ist.